# П'єр Ломм
П'єр Ломм (фр. Pierre Lhomme; нар. 5 квітня 1930, Булонь-Біянкур, О-де-Сен — пом. 4 липня 2019) — французький кінооператор, багаторазовий номінант та дворазовий лауреат «премії Сезар» .

## Біографія
Закінчив Національну кіношколу Луї Люм'єра у 1953 році. Кінематографічну кар'єру починав з короткометражних і документальних стрічок, в яких нерідко виступав як режисер і кінооператор. Працював з деякими режисерами нової хвилі, але не входив до ядра цього напряму.
У 1990—1993 роках як Президент очолював Асоціацію французьких кінооператорів (фр. Association française des directeurs de la photographie cinématographique, AFC), нині є її почесним Президентом.

## Вибіркова фільмографія
| Рік  | Назва                           | Оригінальна назва                | Режисер/Примітки                                                      |
| ---- | ------------------------------- | -------------------------------- | --------------------------------------------------------------------- |
| 1962 | Прекрасний травень              | Le Joli Mai                      | оператор і режисер, у співавторстві з Крісом Маркером, документальний |
| 1962 | Поєдинок на острові             | Le Combat dans l'île             | Ален Кавальє                                                          |
| 1964 | Метаморфози пейзажу             | Les Métamorphoses du paysage     | Ерік Ромер, тел., докум.                                              |
| 1965 | Містраль                        | Le Mistral                       | Йоріс Івенс, докум.                                                   |
| 1966 | Життя багатіїв                  | La Vie de château                | Жан-Поль Раппно                                                       |
| 1967 | Чирвовий король                 | Le Roi de coeur                  | Філіпп де Брока                                                       |
| 1967 | Пограбування                    | Mise à sac                       | Ален Кавальє                                                          |
| 1968 | Прадавня професія у світі       | Le Plus vieux métier du monde    | Клод Отан-Лара, Мауро Болоньїні                                       |
| 1968 | Капітуляція                     | La Chamade                       | Ален Кавальє                                                          |
| 1968 | Сподіваюся, скоро побачимося    | À bientôt, j'espère              | Кріс Маркер, докум.                                                   |
| 1968 | Коплан рятує свою шкуру         | Coplan sauve sa peau             | Ів Буассе                                                             |
| 1969 | Армія тіней                     | L'Armée des ombres               | Жан-П'єр Мельвіль                                                     |
| 1971 | Чотири ночі мрійника            | Quatre Nuits d'un rêveur         | Робер Брессон                                                         |
| 1972 | Секс-шоп                        | Sex-shop                         | Клод Беррі                                                            |
| 1972 | Стара діва                      | La Vieille Fille                 | Жан-П'єр Блан                                                         |
| 1973 | Матуся і хвойда                 | La Maman et la putain            | Жан Есташ                                                             |
| 1973 | Я нічого не знаю, але усе скажу | Je sais rien, mais je dirai tout | П'єр Рішар                                                            |
| 1974 | Солодкий фільм                  | Sweet Movie                      | Душан Макавеєв                                                        |
| 1975 | М'якуш орхідеї                  | La Chair de l'orchidée           | Патріс Шеро                                                           |
| 1975 | Дикун                           | Le Sauvage                       | Жан-Поль Раппно                                                       |
| 1976 | Діти з шафи                     | Les Enfants du placard           | Бенуа Жако                                                            |
| 1977 | Скажіть їй, що я її люблю       | Dites-lui que je l'aime          | Клод Міллер                                                           |
| 1977 | Брудна історія                  | Une sale histoire                | Ж. Есташ                                                              |
| 1978 | Жюдіт Терпов                    | Judith Therpauve                 | Патріс Шеро                                                           |
| 1979 | Повернення до коханої           | Retour à la bien-aimée           | Жан-Франсуа Адан                                                      |
| 1981 | Блудна донька                   | La Fille prodigue                | Жак Дуайон                                                            |
| 1981 | Квартет                         | Quartet                          | Джеймс Айворі                                                         |
| 1982 | Увесь у вогні                   | Tout feu, tout flamme            | Жан-Поль Раппно                                                       |
| 1983 | Смертельна прогулянка           | Mortelle randonnée               | Клод Міллер                                                           |
| 1987 | Моріс                           | Maurice                          | Джеймс Айворі                                                         |
| 1988 | Камілла Клодель                 | Camille Claudel                  | Бруно Нюйттен                                                         |
| 1990 | Сірано де Бержерак              | Cyrano de Bergerac               | Жан-Поль Раппно                                                       |
| 1991 | Мандрівник                      | Homo Faber                       | Фолькер Шльондорф                                                     |
| 1992 | Отруйна справа                  | Toxic Affair                     | Філомена Еспозіто                                                     |
| 1995 | Джефферсон у Парижі             | Jefferson à Paris                | Джеймс Айворі                                                         |
| 1996 | Чоловік мого життя              | Mon homme                        | Бертран Бліє                                                          |
| 1996 | Анна Оз                         | Anna Oz                          | Ерік Рошан                                                            |
| 1997 | Нагорода доктора Шутца          | Les Palmes de Monsieur Schultz   | Клод Піното                                                           |
| 1998 | Злодій життя                    | Voleur de vie                    | Ів Анжело                                                             |
| 1999 | Коттон Мері                     | Cotton Mary                      | Ісмаїл Мерчант                                                        |
| 2003 | Розлучення                      | Le divorce                       | Джеймс Айворі                                                         |

## Визнання
- Офіцер ордена мистецтв та літератури, кавалер ордена Почесного легіону.
- Премія Джанні Ді Венанцо (2005), премія Лодзинського кінофестивалю за сукупність створених робіт (2008).

| Рік                              | Категорія          | Фільм                     | Результат |
| -------------------------------- | ------------------ | ------------------------- | --------- |
| Премія «Сезар»                   |                    |                           |           |
| 1976                             | Найкращий оператор | Дикун                     | Номінація |
| 1976                             | Найкращий оператор | М'якуш орхідеї            | Номінація |
| 1978                             | Найкращий оператор | Скажіть їй, що я її люблю | Номінація |
| 1979                             | Найкращий оператор | Жюдіт Терпов              | Номінація |
| 1984                             | Найкращий оператор | Смертельна прогулянка     | Номінація |
| 1989                             | Найкращий оператор | Камілла Клодель           | Перемога  |
| 1991                             | Найкращий оператор | Сірано де Бержерак        | Перемога  |
| Європейський кіноприз            | Найкращий оператор |                           |           |
| 1990                             | Найкращий оператор | Сірано де Бержерак        | Номінація |
| Каннський кінофестиваль          |                    |                           |           |
| 1990                             | Технічний Гран-прі | Сірано де Бержерак        | Перемога  |
| Британська спілка кінооператорів |                    |                           |           |
| 1991                             | Найкращий оператор | Сірано де Бержерак        | Перемога  |
| Премія BAFTA                     |                    |                           |           |
| 1993                             | Найкращий оператор | Сірано де Бержерак        | Перемога  |